# Castillo Rá-Tim-Bum

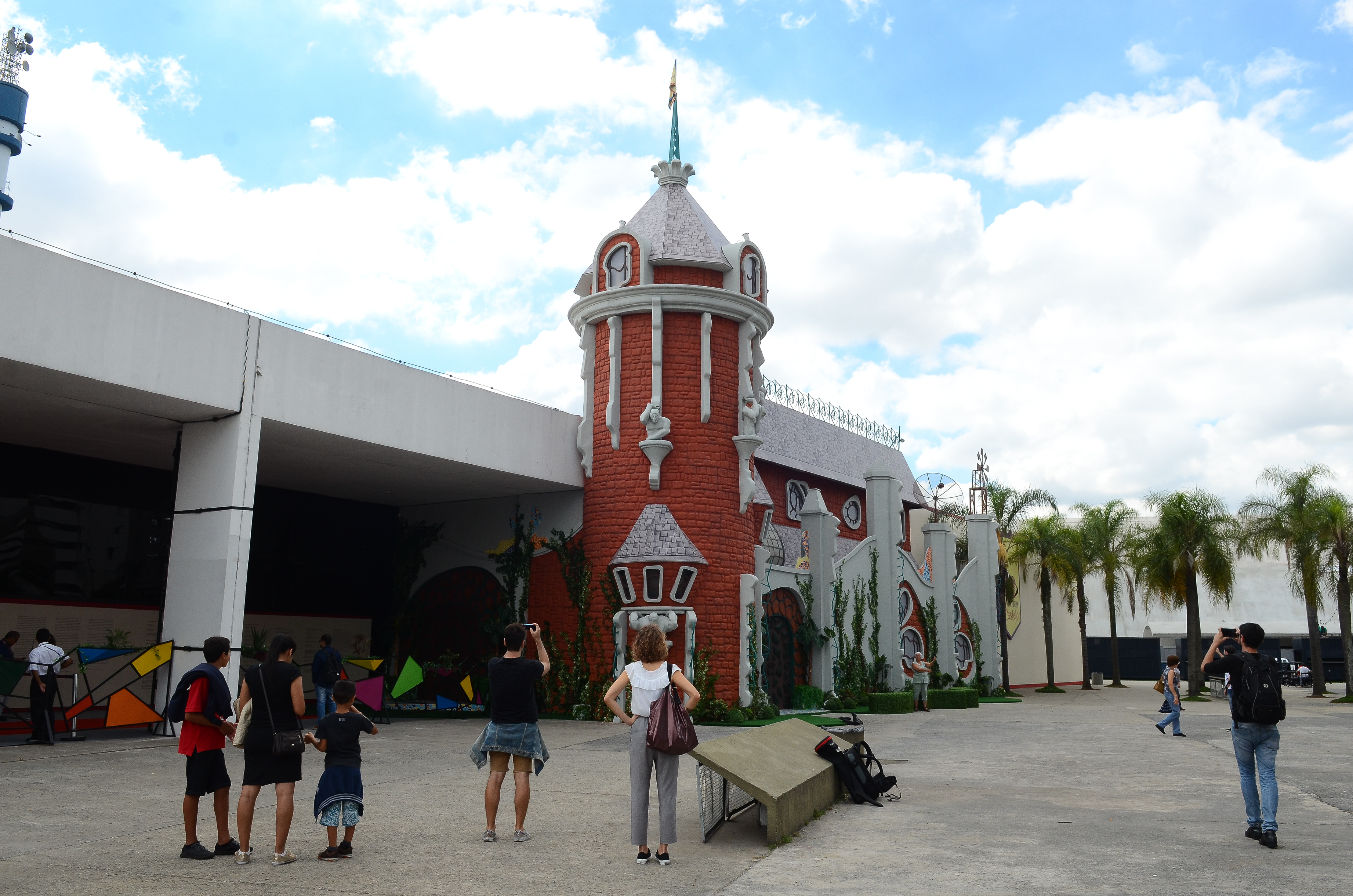
El Memorial da América Latina, en colaboración con el Gobierno del Estado de São Paulo, inaugura la exposición "Rá-Tim-Bum, o Castelo", que recrea los decorados de la serie producida por TV Cultura en los años 90 (Rovena Rosa/Agência Brasil)

Castelo Rá-Tim-Bum (en portugués) o Castillo Rá-Tim-Bum (en español) fue una serie de televisión brasileña producida  y transmitida por la TV Cultura y otras cadenas públicas de Televisión en Brasil.
Hecha para el público infantojuvenil, se estrenó el  9 de mayo de 1994 hasta su finalización en 1997. Castelo Rá-Tim-Bum es una creación del dramaturgo Flávio de Souza y del director Cao Hamburger.
También fue transmitida en Nickelodeon Latinoamérica en 2000 y por el entonces bloque Pakapaka por el Canal Encuentro.

## Sinopsis
Nino es un niño brujo de 300 años que vive con su tío, el Dr. Victor, un hechicero y científico de 3.000 años, y con su tía abuela Morgana, tía de Victor, una hechicera de 6.000 años de edad. Los tres viven en un castillo en el corazón de la ciudad de São Paulo. Aprendiz de hechicero, Nino jamás se fue a la escuela, por causa de su edad. Sus padres lo dejaron viviendo con sus tíos, porque necesitaban viajar en una expedición al espacio sideral, llevando los dos hermanos más jóvenes de Nino.
Además de tener amigos animales y sobrenaturales, Nino, sintiéndose solitario y le hacían falta amigos iguales a él, decidió hacer un hechizo para atraer hacia el castillo otros niños, entre ellos: Biba, Zequinha y Pedro, que se vuelven sus amigos y lo visitan diariamente, además de recibir visitas como el repartidor de pizzas Bongo, la hermosa periodista de TV Penélope, la leyenda folclórica Caipora, y aún más un Extraterrestre, el Etevaldo. También está el maligno Dr. Abobrinha, un inmobiliario que quiere echar abajo el castillo para construir en su lugar un edificio.

## Personajes

### Personajes Principales
- Nino (Antonino Stradivarius Victorius II).
- Dr. Victor (Victor Astrobaldo Stradivarius Victorius).
- Morgana (Morgana Astrobaldo Stradivarius Victorius).
- Zeca.
- Biba.
- Pedro.

### Habitantes del Castillo
- Gato Pintado: Vive en la biblioteca del castillo, le gusta la literatura y se pasa leyendo libros.
- Mau: Monstruo lila que habita los caños de agua del castillo, aparenta ser muy malo pero tiene un gran corazón.
- Godofredo: Monstruo parecido con un ratón, vive con Mau y le gusta la limpieza.
- Celeste: Una serpiente rosa que habita el gran árbol del castillo.
- Porteiro: Es quien cuida la entrada del castillo.
- Relógio: Es quien informa la hora.
- Tap e Flap: Zapatos que hablan.
- Fura-bolos: Dedo de gafas.
- Ratinho: Un rata azul de arcilla que vive en el castillo y canta canciones educativas.
- Adelaide: Cuervo amigo de Morgana.
- Lana e Lara: Son dos hadas pequeñas que viven en el castillo.
- Radialista.
- Telekid
- Planta Carnívora.
- Felizbeto.
- Valdirene.
- Libro que habla.

### Otros
- Bongô.
- Etevaldo.
- Etcetera.
- Etelvina.
- Penélope.
- Ulisses.
- Nina.
- Caipora.
- Tíbio e Perônio.
- Dr. Abobrinha.
- Naná.
- Neneco.
- Mariana.
- Zula.

## Reparto
- Cássio Scapin - Nino
- Sérgio Mamberti - Dr. Victor
- Rosi Campos - Morgana
- Cinthya Rachel - Biba
- Luciano Amaral - Pedro
- Freddy Allan - Zequinha
- Ângela Dip - Penélope
- Pascoal da Conceição - Dr. Abobrinha (Pompeu Pompílio Pomposo) / Berinjela
- Patrícia Gaspar - Caipora
- Eduardo Silva - Bongô
- Eliana Fonseca - Naná - A Babá
- Wagner Bello - Etevaldo
- Siomara Schroder - Etcetera - Hermana de Etevaldo
- Siomara Schroder - Etelvina - Madre de Etevaldo
- Marcelo Tas - Telekid
- Flávio de Souza - Tíbio
- Henrique Stroeter - Perônio
- Fabiana Prado - Lana
- Teresa de Athayde - Lara

## Muñecos
- Celeste (Álvaro Petersen Jr.)
- Mau (Cláudio Chakmati)
- Gato Pintado (Fernando Gomes)
- Godofredo (Álvaro Petersen Jr.)
- Adelaide (Luciano Ottani)
- Tap (Theo Werneck)
- Flap (Gérson de Abreu)
- Fura Bolo (Fernando Gomes)
- Relógio (Fernando Gomes)
- Ratinho - (animación de Marcos Magalhães y música de Hélio Ziskind)
- Porteiro (Cláudio Chakmati)

## Película
En 2000, fue lanzado Castillo Rá-Tim-Bum, la película, con dirección de Cao Hamburger. Que también fue transmitida en Hispanoamérica  por TNT en 2004 y Jetix en 2007.